# Praya (plaats)
Praya is een bestuurslaag in het regentschap Centraal-Lombok van de provincie West-Nusa Tenggara, Indonesië. Praya telt 11.268 inwoners (volkstelling 2010).